# 반증주의

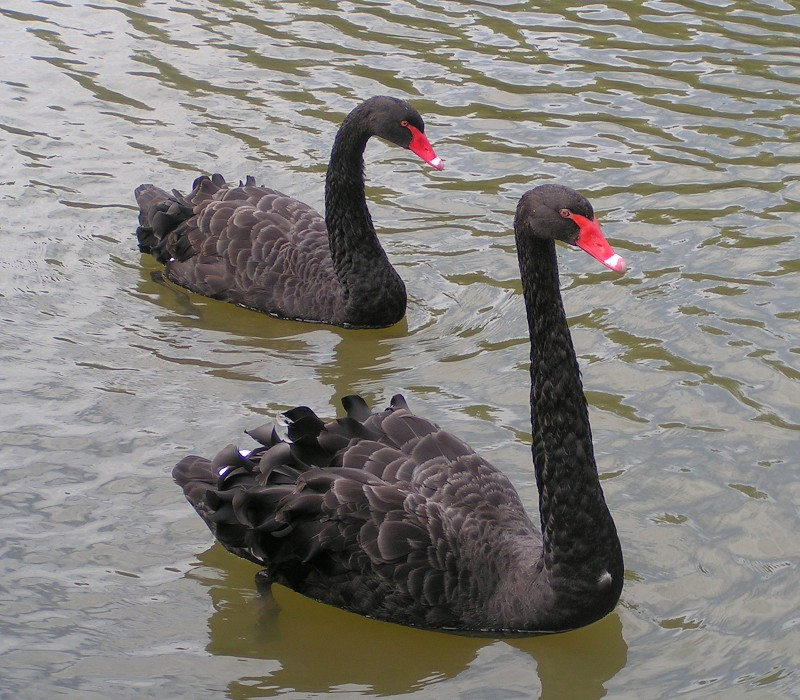
'백조는 모두 하얗다'의 반례.

반증주의(反證主義)란 가설이나 이론은 관찰이나 실험에 의해 지속적인 확인을 받게 되며 반증된 가설이나 이론은 더 우수한 가설이나 이론으로 대체되어 과학이 발전한다는 과학관이다. 반증주의자들은 가설은 반증 가능성이 높을수록 더 큰 의미를 지니며, 가설은 반증 시도를 극복하면서 발전되어 점점 더 우수해 진다고 주장한다. 어떤 가설이 '반증가능하다'는 것이 그 가설이 틀리다는 것을 의미하지 않는다. 대신 만약 가설이 틀렸다면 어떤 관찰이나 실험을 통해 그 가설이 틀렸다는 것을 보일 수 있다는 것을 의미한다.
반증주의는 윌리엄 휴얼과 찰스 샌더스 퍼스의 연구에서 제기됐으며, 카를 포퍼가 처음으로 《과학적 발견의 논리학》에서 추측과 논박의 인식론으로 표현하고 설명했다.
반증주의의 예로, '모든 백조는 하얗다'는 가설이 기존의 과학적 방법들에서는 모든 백조를 관찰하고 조사하거나 일정한 수의 백조를 조사한 후 다른 백조들도 흴 것이라고 일반화시켜 과학적 사실로 만들려고 한다. 그러나 이는 현실적으로 불가능하거나 논리적인 비약이 있다. 반면에 반증주의에서는 직접적으로 증명하지 않고 반증 시도를 통해 가설이 설득력을 획득하거나 더 우수한 가설로 대체한다. 즉, 특정 백조의 집단에서 검은 백조를 찾아낸다면 본래의 가설은 '모든 백조가 하얗지는 않다'라는 가설로 대체되고 만약 찾아내지 못한다면 '모든 백조는 하얗다'라는 가설은 좀 더 설득력 있어진다. 이러한 과정들의 반복을 통해 반증주의에서는 과학이 진보하는 것이다.(출처:재게)

## 소박한 반증주의

### 관찰 언명과 일반 언명
관찰 언명은 단칭 언명으로도 불리며, 관찰 가능한 사태를 기술하는 진술이다. 예를 들어, '저 곳에서 있는 까마귀는 검은색이다'는 관찰 언명이다. 그들은 특정한 사물이나 물체의 존재성과 상태 등을 확인시켜준다. 이러한 관찰 언명은 '적당한 x가 존재해서, x는 까마귀이며 x는 검은색이다'라는 수학적 명제로 표현될 수 있다.
일반 언명은 보편 언명으로도 불리며, 어떤 종류의 사태 모두를 언급하는 진술이다. 예를 들어, '모든 까마귀는 검은색이다' 또는 '금속은 열을 받으면 팽창한다'는 보편 언명이다. 과학적 지식은 언제나 보편 언명을 포함하고 있다. 이러한 보편 언명은 '모든 x에 대해서 x가 까마귀라면, x는 검은 색이다'라는 수학적 명제로 표현될 수 있다.

### 귀납주의의 한계
귀납추론(歸納推論)은 귀납적 증명과정을 따른 결과물을 바탕으로 이끌어 내는 논리적 결과를 말한다. 귀납은 경험적 근거를 바탕으로 한 사실명제를 전제로 한다. 따라서 귀납 추론은 경험적 사실을 바탕으로 논리를 이끌어 내는 방법이다. 예를 들어, 여러 번의 관측을 통해 '번개가 치면 곧 천둥이 울린다'라는 사실을 경험적으로 인식한 후 다음번에 번개가 쳤을 때 곧 천둥이 울릴 것이라 추론하는 것이 귀납추론에 해당한다.
귀납추론을 정당화하려면, 다음 조건이 충족되어야 한다.
1. 일반화의 기초가 되는 관찰의 수가 충분히 많아야한다.
2. 관찰이 다양한 조건 아래에서 광범위하게 반복 가능해야 한다.
3. 받아들인 관찰 언명이 도출된 법칙과 모순되지 않아야 한다.
하지만 이러한 귀납의 조건은 여러 가지 한계를 갖고 있다. 우선, 첫 번째 조건의 충분히 많다는 표현이 매우 애매하다. 충분한 정확성을 위해 필요한 관찰의 개수를 선택하는 것이 주관적으로 정해질 수 있다. 더 나아가서 충분히 많은 사례가 필요하다는 조건 자체도 부적절하다. 원자폭탄의 예를 살펴보자. 최초로 히로시마에 원자폭탄이 투하되자, 많은 사람들이 핵폭탄이 광범위한 파괴와 고통을 가져온 다는 사실을 알게 됐다. 이러한 믿음은 단 한 차례의 관찰에 기초해있다. 두 번째 조건 역시 문제를 지니고 있다. 귀납 추론을 하기 위해서는 다양한 조건 중 어떤 조건이 필요한 조건인 지 확실히 해야 한다. 하지만 우리가 탐구 중에 있는 현상에 대해서 어떤 조건이나 상황이 관련이 있는지 판단할 때, 중요한 조건이 무엇인지 판단하기 위해서는 우리가 알고 있는 지식에 호소하게 된다. 그러므로 알려진 모든 지식을 귀납에 의해 정당화할 수 없다는 문제를 지니고 있다. 세 번째 조건도 난점을 안고 있다. 알려진 예외가 없는 과학적 지식은 존재하지 않기 때문이다.
그 외에도 귀납은 관찰 불가능한 것들에 대한 지식을 산출할 수 없다는 한계가 있다. 또한, 귀납 논증의 전제를 구성하는 엄밀하지 못한 측정의 오류로부터 벗어날 수 없다. 무엇보다 중요한 문제는, 데이비드 흄이 지적한 귀납 자체가 정당화될 수 있는가라는 물음이다. 귀납 원리가 정당화되는 것은 다음과 같은 과정을 거친다.
"귀납 원리가 x1의 경우에 성공적으로 작용했다.", "귀납 원리는 x2의 경우에도 성공적으로 작용했다.", "귀납 원리는 x3의 경우에도 성공적으로 작용했다." 이러한 것들을 종합하여 '귀납 원리는 항상 작용한다'는 일반 언명을 얻는다. 하지만 이 논증 자체도 귀납 논증이며, 귀납에 호소하여 귀납을 정당화하는 불만족스러운 논증이다.
이러한 귀납주의의 한계에 대안으로 반증주의가 등장했다.

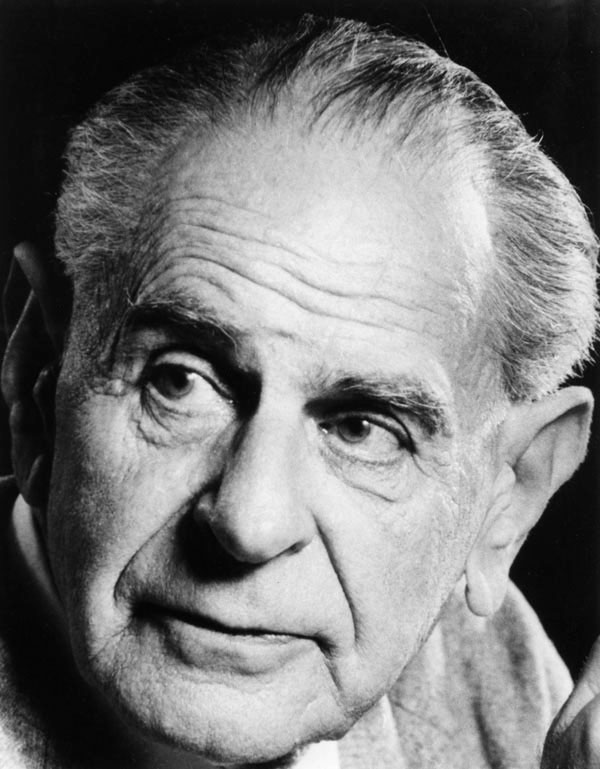
카를 포퍼의 사진

### 반증주의의 논점
참인 관찰 언명은 어느 정도 유용성을 가지지만, 그 자체만으로 보편 법칙이나 이론을 지지할 수 없다. 관찰 언명이 한 가지 사실을 지지한다고 해도, 모든 대상에 대해서 관찰하지 않는 한, 관찰 언명은 보편 언명을 지지할 수 없다. 러셀이 제시한 칠면조의 예는 이 사실을 극명하게 나타낸다. 칠면조 농장에서 아침 9시마다 모이를 먹는 칠면조를 생각하자. 그 칠면조는 몇 주 동안 매일 같은 일을 경험한 후, '나는 항상 9시에 모이를 먹는다'는 결론을 이끌어냈다. 하지만 칠면조가 크리스마스 이브에 목이 잘리면서 이 결론은 거짓으로 판명됐다. 칠면조의 보편 언명은 참인 관찰 언명들을 통해 지지됐지만, 거짓이었다. 칠면조의 논증은 논리적인 관점에서 타당하지 못하다. 즉, 관찰 언명을 통해 그 자체만으로 보편 언명을 이끌어낼 수는 없다.
그 반면, 관찰이나 실험의 결과에 호소하여 어떤 이론이 거짓임을 밝혀 낼 수 있다. 전제로서의 관찰 언명을 근거로 하여 논리적 연역에 의해 보편 언명을 반증하는 것이 가능하다. 예를 들어, '검지 않은 까마귀가 x라는 장소에 t라는 시간에 관찰됐다'라는 관찰 언명은 '모든 까마귀는 검다'는 보편 언명이 거짓인 것을 이끌어 낼 수 있다. 즉, '검지 않은 까마귀가 x라는 장소에 t라는 시간에 관찰됐다'라는 관찰 언명은 연역 추리를 통해 '모든 까마귀가 검은 것은 아니다'라는 결론에 도달하고, 이것은 '모든 까마귀는 검다'가 거짓인 것을 의미한다.
반증주의자들은 보편 언명이 거짓이라는 것을 적절한 단칭 언명에서 연역해낼 수 있다는 논점을 이용하여 자신의 논리를 펼치고 있다.

### 반증 가능성
반증주의자들은 반증 가능성을 이론을 평가하는 기준으로 사용하고 있다. 어떤 가설이 과학으로 평가되려면 그 가설은 반증 가능해야 한다.
반증 가능성은 검증하려는 가설이 실험이나 관찰에 의해서 반증될 가능성을 뜻한다. 반증 가능하다고 하여 거짓인 것은 아니며, 그 가설이 참이 아닐 때 이 가설을 반증해줄 관찰이나 실험이 있다는 것이다.
예를 들어, '모든 물체는 열을 받으면 팽창한다'라는 주장은 반증 가능하다. x라는 어떤 물체가 t라는 시간에 열을 받았는데도 팽창하지 않았다는 관찰 언명을 통해 반증될 수 있기 때문이다. 비슷하게 '빛이 평면 거울에서 반사될 때, 입사각의 크기와 반사각의 크기는 동일하다'라는 진술도 반증 가능한 주장이다. 만일 거울에 비스듬히 입사한 광선이 입사각과 다른 반사각으로 반사된다면, 그 관찰을 통해 반증될 수 있기 때문이다. 물론 주어진 가설이 참이라면 반증되는 경우는 없겠지만, 참이라도 반증 가능한 진술일 수 있다.
하지만 반증될 수 없는 주장들은 과학이라고 말할 수 없다. 예를 들어, '비가 오거나 비가 오지 않거나이다'라는 주장은 반증 가능하지 않다. 날씨와 관계없이 이 가설은 참이고, 이것을 반박할 수 있는 관찰 언명은 존재하지 않는다. 또한, ' 유클리드 기하학에서 원주상의 모든 점은 중심에서 등거리에 있다'와 같은 정의를 나타내는 진술도 반증되지 않는다. 마찬가지로 '총각은 모두 결혼하지 않았다'라는 가설도 총각의 정의를 나타낸 것이기 때문에 반증이 불가능하다. '신은 다른 존재의 도움을 받지 않고 스스로 존재한다', '인간은 자유의지를 가지고 있다', '공간이 무한하다는 것은 논리적으로 가능하다' 등도 모두 반증 될 수 없는 주장들이다.
반증주의자들은 과학적 가설은 반드시 반증 가능해야한다고 주장한다. 과학적 법칙은 세계에 대한 실직적인 정보를 포함하고 있어야하고, 그렇기 때문에 논리적으로는 가능하지만 실제로 그렇지 않은 주장들을 배제할 수 있어야 한다. 반증될 수 있는 위험을 안고 있는 이론만이 경험적인 정보 내용을 가진 과학적 이론이 될 수 있다.

### 반증주의와 과학의 진보
반증주의자가 생각하는 과학의 진보는 다음과 같다. 과학은 문제에서 출발하며, 과학자들은 이 문제를 해결할 수 있는 반증 가능한 과학적 가설을 제시한다. 이러한 가설들은 비판을 통해 반증되어 제거되기도 하고, 어떤 가설은 좀 더 성공적인 가설로 증명된다. 더욱더 엄중한 비판과 시험을 성공적으로 통과한 가설이 결국 반증을 받게 되면, 이미 해결된 문제가 아닌 새로운 문제가 나타난다. 이 문제에 대한 새로운 가설이 제시되며 다시 새로운 비판과 시험을 받는다. 이 과정은 무한히 반복된다. 아무리 엄격한 시험을 거쳤어도 결코 그 이론이 참은 아니다. 하지만 그 이론이 그 전의 이론을 반증한 시험을 통과했기 때문에 그 전의 이론보다 우수하다고는 말할 수 있다.
아리스토텔레스에서 뉴턴을 거쳐 아인슈타인에 이르는 물리학의 발전이 그 대표적인 예이다. 처음에 아리스토텔레스의 우주관은 다양한 현상을 설명하고 있었다. 하지만 여러 가지 반증에 맞닥뜨리게 된다. 대표적으로 등속도로 운동하는 배의 돛대 위에서 떨어뜨린 돌이 조금 뒤 돛대 바로 아래에 떨어진 현상은 아리스토텔레스의 예측과 일치하지 않았다. 그 외에도 목성의 위성 등 여러 가지 관찰들로 반증 사례가 지적됐다. 그 후 뉴턴이 아리스토텔레스의 이론을 대체할 새로운 뉴턴의 물리학을 고안했고, 뉴턴의 이론은 낙하하는 물체, 조수와 달의 위치의 상호 관계, 중력 편차 등을 설명했고 새로운 행성인 해왕성을 예측했다. 그 후 뉴턴의 이론을 반증하려는 무수한 노력이 이어졌다. 수성의 궤도에 대한 세부사항과 방전관에서 고속으로 움직이는 전자의 질량 변화 등은 뉴턴의 이론으로 설명할 수 없었다. 아인슈타인은 이러한 것을 설명하며 뉴턴의 이론을 반증했고 새로운 이론을 제시했다. 반증을 거치면서 물리학은 진보했다.

## 세련된 반증주의

### 상대적인 반증가능성
세련된 반증주의자들은 한 가설이 그 가설과 대치되는 가설보다 반증 가능성이 높아야 한다는 것을 주장했다. 소박한 반증주의자가 단일 이론의 장점을 평가하는데 그쳤다면, 세련된 반증주의자는 상대적인 반증 가능성으로 초점을 옮겼다. 하나의 단독이론을 절대적 척도로 반증 가능성을 나타내는 것은 매우 어렵다. 그러한 문제를 해결하기 위해 세련된 반증주의자는 과학을 성장하고 진화하는 지식의 체계로 묘사하면서 이론들이 갖고 있는 반증 가능성의 정도를 비교한 것이다.
예를 들어, '모든 물체 사이에 작용하는 힘은 물체 사이의 거리의 제곱에 반비례한다'라는 가설과 '태양계에 존재하는 행성 사이에 작용하는 힘은 행성 사이의 거리의 제곱에 반비례한다'라는 가설을 생각해보자. 첫 번째 주장은 두 번째 주장을 함축한다. 두 번째 주장을 반증하는 모든 것은 첫 번째 주장을 반증한다. 하지만 첫 번째 주장을 반증하는 모든 것이 두 번째 주장을 모두 반증하지는 못한다. 따라서 첫 번째 주장이 두 번째 주장보다 반증가능성이 높다고 표현된다.

### 애드 호크 이론 수정
과학이 발전하면서 이론의 반증 가능성은 기존의 이론들보다 더 높아져야한다. 하지만 임시방편적으로 가정을 덧붙이거나 기존의 이론을 일부 바꾸는 이론 수정은 금한다. 이러한 임시방편적인 이론의 수정을 애드 호크 이론 수정이라고 부른다. 예를 들어, '모든 까마귀는 검은색이다'라는 가설에 대해서 생각해보자. 그런데 관찰 결과 서울에 있는 까마귀가 검은색이 아닌 것으로 확인됐다고 하자. 이것은 '모든 까마귀는 검은색이다'라는 가설을 반증한다. 이 반증을 피하기 위해 '서울에 있지 않은 모든 까마귀는 검은색이다'라는 가설로 수정을 가하는 것이 애드 호크 이론 수정이다. 반증주의자는 이러한 퇴행적 반응을 거부한다.

### 반증주의와 과학의 진보
세련된 반증주의자는 과학이 반증 가능성이 반증된 가설들을 대체하기 위해 더 높은 가설들을 제안하면서 발전한다고 주장한다. 특히 과학의 발전은 대담하고 참신한 추측이 입증되거나, 조심스러운 추측이 반증됐을 때 일어난다고 말한다. 따라서 반증주의자들은 반증된 이론에 대한 개선으로서 애드 호크 가설이 아닌 대담한 가설의 제안을 권한다. 이 때 입증이란, 어느 추측이나 가설이 관찰이나 실험에 의한 시험에 반증당하지 않은 경우를 말한다. 또한 대담하다는 것은 당시의 배경 지식에 비추어 볼 때 그럴듯하지 않은 주장을 담고 있는 추측을 말한다. 결국 대담한 추측의 입증은 배경지식이나 배경지식의 일부가 되는 조심스러운 추측의 반증이기도 한 것이다. 반증주의자들은 이러한 대담한 추측의 입증이나 조심스러운 추측의 반증을 통한 과학의 진보를 권하고 있다.
귀납주의에서의 입증과 반증주의에서의 입증은 그 의미가 다르다. 먼저, 귀납주의에서의 입증은 그 반복을 통해 이론의 지지도를 높일 수 있는 유일한 수단인 반면, 반증주의에서의 입증은 기존 가설을 새로운 가설로 대체하기 위한 수단이다. 즉, 여기서 다시 귀납주의의 한계가 드러나는데, 입증이 몇 번이나 반복되어야 가설이 사실로 인정받을 수 있는 지에 대한 기준이 없다. 그렇지만 반증주의에서의 입증의 반복은 이미 배경지식로 인정되어 대담성을 잃은 추측 곧, 조심스러운 추측에 대한 입증이므로 반복을 필요로 하지 않는다. 한마디로, 귀납주의에서의 입증은 과학의 역사와 무관하지만, 반증주의에서의 입증은 과학의 역사와 연관되어있다.

### 귀납주의와 반증주의
반증주의가 귀납주의에 비해서 갖는 이점을 살펴보자.
우선, 실험 결과는 이론 의존적이며 오류를 범할 수 있다. 이것은 과학이 전혀 문제없는 사실에 기초한다는 귀납주의와 반대된다. 하지만 반증주의자들은 이론뿐만 아니라 사실도 오류를 범할 수 있다는 것을 인정한다. 반증주의자들은 진리를 증명하려고 하지 않고 과학의 개선과 진보를 추구할 뿐이다.
또한, 반증주의자들은 어떤 상황 아래서 사실이 이론을 의미 있게 지지한다고 말할 수 있는가라는 질문에 귀납주의자보다 더 나은 처지에 있다. 사실이 이론에 대해 엄격한 시험을 구성할 때 그 사실은 이론을 의미 있게 지지한다. 참신한 예측의 입증은 이러한 범주를 구성하는 중요한 요소이다. 이 논리를 더 확장시키면 반복적인 실험이 이론을 더 의미 있게 지지하지도 않는다. 이러한 반증주의자들의 논리는 귀납주의자의 관점으로 설명하기 어렵다.
그리고 반증주의자는 귀납주의자와 반대로 관찰 불가능 한 것에 대한 어려움을 갖지 않는다. 반증주의자들은 그러한 것에 대해서도 참신한 가설과 이론들을 얻고 시험하며 과학을 발전시킬 수 있기 때문이다.

## 과학과 비과학의 구획설정기준

### 구획설정기준의 전제조건
왓킨스는 이론 혹은 가설의 과학적 성격을 규정할 수 있는 기준이 갖추어야 할 필수적인 조건으로 다음을 제시했다.
이 기준은 모순적이거나 역설적인 결과를 초래해서는 안 된다.
이 기준은 어떤 문장이 경험적인 의미가 결핍된 것이면, 그것을 배제해야한다.
```
 a. 이 기준은 ‘모든 행성은 
타원
 궤도를 운동한다’와 같은 진술을 경험적인 것으로 포함해야한다.
 b. 이 기준은 명백한 
항진 명제
는 제외시켜야 한다.
 c. 이 기준은 관찰에 의해서 어떤 방식으로든지 받아들여질 수 없는 “신은 존재한다”와 같은 
신학
적 진술을 제외시켜야 한다.
[
15
]
```

이에 입각해서 반증주의 또한 과학과 비과학 사이의 구획을 설정한다.

### 반증가능성에 따른 구획 기준
포퍼는 과학과 형이상학과 유사과학으로 나뉠 수 있는 비과학의 구획 기준으로서 반증 가능성을 제시했다. 반증 가능성의 기준에 따르면 경험으로 시험될 수 있는 진술은 경험적인 진술이다. 포퍼는 “어떤 이론이 과학적이려면 반증 가능성, 반박 가능성, 시험 가능성을 가져야 한다"라고 했다. 구획 기준을 위한 조건들을 반증가능성은 훌륭히 만족시킨다.

### 구획설정 기준의 수정
초기 반증주의에 따르면 모든 과학은 반증 가능해야 하며, 이를 통해 비과학과 구분할 수 있다고 주장했다. 그러나 머지않아 점성술의 ‘내일은 큰 재물을 얻을 것이다.’ 같은 진술이나 기독교 근본주의 같은 경우에도 반증 가능하다는 지적이 제기 되었다. 이 비판을 피하기 위하여 반증주의자들은 구획설정기준을 ‘과학적 이론은 반증 가능한 동시에 반증되지 않아야 한다.’로 수정한다. 그러나 이 기준은 기존의 과학이론 대부분을 과학에서 배제시킨다. 또한 실제 과학사의 예들에 부합하지 않는다.

### 독단주의
세련된 반증주의에 따르면, 명백한 반증에 직면한 이론의 수정이 허용될 뿐 더러, 이론이 직면한 문제가 미래에 해결될 수 있다는 믿음 하에 그 이론을 유지하는 행동도 허용된다. 다음은 이에 관련된 카를 포퍼의 입장이다.
| “ | 나는 항상 어떤 독단주의의 필요성을 강조하였다. 독단적인 과학자는 그가 수행해야 할 중요한 역할을 가지고 있다. 만일 우리가 비판에 쉽게 굴복한다면, 우리는 우리 이론의 실제적인 위력이 어디에 있는가를 발견하지 못할 것이다. | ” |

즉, 포퍼는 명백한 반증에도 불구하고 때때로 이론을 유지할 필요가 있다는 사실을 인정했다. 반증주의가 무자비한 비판만을 강조하는 것으로 보이나 때로 그것의 반대인 독단주의도 필요로 한다는 것이다. 이에 따라 반증주의는 어떤 과학적 이론도 확실히 과학에서 배제시킬 수 없게 되었고, 반증주의가 비판하던 정신분석학과 같은 유사과학과 그 모습을 같이하게 되었다.

### 구획설정기준으로서의 반증가능성에 대한 비판

#### 워녹의 비판
워녹은 반증을 위한 시험의 반복가능성이 귀납추리를 필요로 하므로 반증주의는 귀납을 대체하지 못한다고 주장했다.
| “ | 지금까지 한 이론이 엄격한 테스트를 견뎌 왔다는 사실이, 어떻게 그 이론이 앞으로도 계속해서 그 테스트를 견뎌낼 수 있다는 증거가 되는가. 지금까지 테스트를 견뎌 온 이론은 미래에도 역시 견딜 수 있을 것이라는 가정에서만 그렇게 말할 수 있다. ... | ” |

#### 올리베이라의 비판
올리베이라는 포퍼의 구획 기준의 문제가 철학적 문제가 아니라, 정치적으로 마르크스주의를 과학에서 배제시키기 위한, 곧 과학과 유사과학을 구별하는 기준의 문제로 제기 되었다는 사실에 주목하여, 반증가능성이 과학과 비과학을 구별할 수 있는 정당한 구획 기준이 아니라고 주장했다. 올리베이라의 비판은 다음과 같다.
- 1. 정치적인 관점에서의 구획 기준은 과학과 유사과학을 구획하는 기준이고, 철학적 관점에서의 구획 기준은 과학과 형이상학을 구획하는 기준이다.
- 2. 구획 기준의 정치적인 관점에서의 해석은 평가를 포함하고 있다. 이런 평가는 전통적인 철학적 해석과 일치할 수 없다.
- 3. 구획 기준의 정치적 관점에서의 해석은 유사과학 특히 마르크스주의를 비판하는 개념적 무기가 됐다. 구획기준의 전통적으로 철학적 관점에서 해석한 바에 의하면, 구획기준은 언어의 용법을 한정하고 인식론의 문제를 명료화하는 데 있다.
- 4. 그러므로 해결의 평가 기준이 일치할 수 없다.

| “ | 만약에 위의 논거들이 타당하다면 카를 포퍼의 반증 가능성은 유사과학과 형이상학을 포함한 비과학과 과학을 구별하는 정당한 기준이 될 수 없을 것이다. | ” |

## 비판

### 관찰의 이론의존성에서 비롯된 한계들
귀납법을 부정하기 위해 반증주의자들이 취했던 주장, 관찰은 이론 의존적이라는 사실이 반증주의 또한 부정한다. 반증할 과학적 이론을 A라고 하자. 관찰을 통해 얻어낸 진술을 b라고 하자. b가 A를 반증할 때, b또한 다른 이론에 의존적이기에 반드시 A가 파기되거나 대체되어야 하는 것은 아니다. A에 의해 b도 반증될 수 있는 것이다. 예를 들어 현대과학이 인정하는 달의 크기가 우리가 밤하늘에서 바라본 달의 크기와 모순되지만 이 경우 우리의 관찰이 무시되는 것이지 달의 크기에 대한 이론은 반증되지 않는다. 이 경우 반증은 이론에 대해 무의미하다.

### 뒤엠/콰인의 논제
실제로 과학에서 사용되는 진술들은 ‘모든 백조는 희다’ 같은 진술보다 훨씬 복잡하다. 예를 들어 실험을 수행하는 경우에는 도구에 수반되거나 실험에 필요한 보조 가설들과 초기 조건들이 전제된다. 뒤엠은 이 때 실험 결과가 이론에 모순된다면 이것이 이론의 반증을 뜻하는 것인지 보조 가설이나 초기 조건이 틀렸다는 것을 의미하는 지 알 수 없다고 지적했다. 즉, 이론 T가 보조 가설A를 전제로 E라는 결론을 내릴 때 실험결과가 E를 부정한다 해도, 아래의 논리 전개에서 알 수 있듯이,
```
               If (

  

    

      

        
T

      

    

    
{\displaystyle T}

  

 and 

  

    

      

        
A

      

    

    
{\displaystyle A}

  

) then 

  

    

      

        
E

      

    

    
{\displaystyle E}

  

.
               
Not 

  

    

      

        
E

      

    

    
{\displaystyle E}

  

.                 

               Not(

  

    

      

        
T

      

    

    
{\displaystyle T}

  

 and 

  

    

      

        
A

      

    

    
{\displaystyle A}

  

)
```

우리는 A가 틀렸는지 T가 틀렸는지 혹은 모두 틀렸는지 알 수 없다. 콰인은 더 나아가 사례와 이론의 충돌이 이론에 대한 반증이 아닌 논리학의 법칙을 반증하는 것일 수 도 있다고 지적했다. 콰인은 만약 개별 이론을 포기하는 것보다 논리학의 법칙을 무시하는 게 더 편리하다면 그렇게 하는 것이 훨씬 합리적이라고 주장했다. 이런 뒤엠과 콰인의 지적은 달리말해 시험에 의해서 이론을 완벽하게 반증할 수 없다는 것을 의미한다. 실제로 포퍼 또한 이런 점을 인정했고 다음과 같이 주장했다. 이론을 반증할 수 있는 일련의 관찰 언명이나 실험 언명의 집합이 있다는 것은 확실하므로 그 이론에 관련된 과학자들의 집단이 결국은 이론에 대한 반증 혹은 입증될 수 있는 하나의 방식에 동의하게 될 것이다. 따라서 과학자 집단의 상호 주관적 일치가 이루어져야만 과학에서 반증은 가능해 질 것이다.

#### 라카토슈의 예
이 이야기는 라카토슈가 반증주의의 한계를 지적하기 위해 만들어낸, 특히 뒤엠/콰인의 논제를 잘 드러내는 행성의 운동에 대한 공상적인 이야기이다. 아인슈타인 이전의 한 물리학자가 뉴턴 역학과 그의 만유인력의 법칙 N, 받아들여지고 있는 초기 조건 I를 근거로 하여 행한 계산에 의해 새로 알아낸 행성 P의 진로를 제시하였다. 그러나 행성은 이를 따르지 않았다. 그렇지만 이 물리학자는 반증을 이론 N에 대한 것으로 받아들이지 않았다. 그는 알려지지 않았던 행성 P’ 이 존재해야 하며, 이 행성이 P의 진로를 교란시켰다고 주장했다. 그는 P’의 이론적 질량, 궤도 등을 계산하여 실험 천문학자들에게 시험을 의뢰했다. 행성 P’가 너무나 작아 관찰할 수 없었으나 수년 뒤 개선된 망원경을 통해 관찰할 수 있기에 이르렀다. 그러나 행성 P’는 발견되지 않았다. 그럼에도 불구하고 이 물리학자는 우주먼지 때문에 그 행성을 볼 수 없다는 주장을 제시했다. 그는 우주먼지의 위치와 성질을 추정하고 이를 시험할 인공위성을 쏘아 올렸다. 그러나 우주먼지는 발견되지 않았다. 이 물리학자는 또 한 번 우주의 어느 지역에 존재하는 자력장이 인공위성의 측정을 방해한다고 주장했다. 새로운 인공위성이 쏘아 올려 졌고, 자력장은 발견되지 않았다. 그렇지만 이 과학자는 포기하지 않고 다른 보조 가설들을 끊임없이 제시할 것이다.

### 역사적 근거
실제 과학사의 예시들은 반증주의와 부합하지 않는 경우가 많다. 왜냐하면 과학자들이 반증주의를 철저히 지켰다면 현재 과학이론으로 받아들여지는 것들의 대부분이 제시되자마자 반증되고 폐기되거나 대체되어 발전하지 못했을 것이기 때문이다.

#### 천문학 혁명
천문학 혁명로 촉발된 과학적 발전, 곧 프톨레마이오스 체계에서 코페르니쿠스 체계로의 이행은 반증주의에서 주장하는 과학의 발전 방법과는 그 모습이 크게 달랐다. 첫째, 코페르니쿠스의 새로운 체계가 기존의 프톨레마이오스 체계에 입각해 반증되었으나 코페르니쿠스 체계의 지지자들은 그것들을 무시했고 결국 고전 역학의 혁명으로 프톨레마이오스 체계 자체가 틀렸던 것으로 밝혀짐으로써 코페르니쿠스 체계가 보존되었다. 반증주의에 따르면 코페르니쿠스 체계는 무너져야 했을 것이고, 결국 천문학 혁명과 고전 역학의 혁명은 일어나지 않았을 것이다. 또한 갈릴레오가 새로운 역학을 고안해 코페르니쿠스 체계를 옹호했을 때에도 반증의 개입은 없었으며, 사고 실험들과 적은 수의 실험을 통해 새로운 개념을 만들고 그 개념들을 정확하게 만들어나가며 이를 이루어 냈던 것이다. 다시 말해, 천문학 혁명은 반증주의를 무시하여 일어날 수 있었다. 새로운 개념이 추측과 그에 대한 논박 혹은 다른 추측으로의 대체로 완성된 것이 아니라 불완전하게 정립된 이론이 확실한 반증들을 무시하고 유지되며 발전되면서 이루어진 과학적 발전인 것이다.

#### 뉴턴의 중력 이론과 천왕성의 궤도
19세기에 천왕성의 운동에 대한 관찰로 천왕성의 궤도가 아이작 뉴턴의 만유인력의 법칙으로 예측된 궤도와 너무나 다르다는 것을 알게 되었고, 이에 따라 뉴턴의 만유인력 법칙은 반증되었다. 그러나 반증을 무시하고 이론을 고수하며 새로운 관찰을 시도한 결과, 갈러가 해왕성을 발견함으로써 결국 뉴턴의 만유인력 법칙이 맞았음이 밝혀졌다.

#### 코페르니쿠스의 이론과 시차
덴마크의 천문학자인 티코 브라헤는 다음과 같은 논증을 통해 코페르니쿠스의 이론을 반박했다고 주장했었다. 만약 지구가 태양 주위를 돈다면 지구가 궤도의 한 쪽에서 다른 쪽으로 이동함에 따라서 지구에 관찰되는 특정 천체의 방위각이 변할 것이다. 이를 시차라고 한다. 그러나 브라헤는 예측된 시차를 찾아내는 데에 실패했다. 그는 이를 근거로 하여 코페르니쿠스의 이론이 틀렸다는 결론을 내렸다. 그러나 현대에 와서 예측이 관찰과 달랐던 원인이 코페르니쿠스의 이론이 아니라 브라헤의 보조 가설에 있었다는 사실이 밝혀지게 되었다. 시차가 너무 작아 브라헤의 도구로는 측정할 수 없었던 것이다.

## 같이 보기
- 과학 방법론
- 반증 가능성
- 카를 포퍼
- 귀납
- 과학적 실재론
- 귀납주의

## 참고 자료
http://www.cogito.pe.kr/course/han_sci/popper2.htm%5B깨진+링크(과거+내용+찾기)%5D
카를 포퍼, 1994년, 과학적 발견의 논리, 고려원
A.F. 차머스, 1999년, 과학이란 무엇인가, 서광사